# جون تي. مانسك
جون تي. مانسك هو سياسي أمريكي، ولد في 6 نوفمبر 1952 في إيدجيرتون في الولايات المتحدة. نشط حزبياً في الحزب الجمهوري. وقد انتخب عضو جمعية ولاية ويسكونسن ‏.